# Фудбалска лига Чемпионшип
Фудбалска лига Чемпионшип, односно Чемпионшип (енгл. Football League Championship, или по спонзору Sky Bet Championship) је друга најјача енглеска фудбалска лига, након Премијер лиге. Назив Фудбалска лига Чемпионшип је уведен од сезоне 2004/05. пошто је ова лига претходно носила име Енглеска прва фудбалска дивизија (од 1992. до 2004) и Друга Дивизија (од 1892. до 1992).
Према неким подацима, ова лига је у сезони 2004/05. била најбогатија друга лига света, и шеста најбогатија дивизија у Европи. Лигу играју 24 тима, првопласирани и другопласирани тим се директно квалификује у Премијер лигу Енглеске, док се од четири тима пласирана од трећег до шестог места један пласира у виши ранг такмичења након одигравања баража. Три последњепласирана тима испадају у нижу Прву фудбалску лигу Енглеске.

## Састав Чемпионшипа у сезони 2025/26.
| - Бирмингем Сити - Блекберн роверси - Бристол Сити - Чарлтон атлетик - Ковентри - Дарби каунти - Хал Сити - Ипсвич Таун - Лестер Сити - Мидлсбро - Милвол - Норич Сити | - Оксфорд јунајтед - Портсмут - Престон - Квинс Парк Рејнџерси - Шефилд јунајтед - Шефилд венздеј - Саутемптон - Стоук - Свонзи - Вотфорд - Вест Бромич албион - Рексем |